# Amden
Amden is een gemeente en plaats in het Zwitserse kanton Sankt Gallen, en maakt deel uit van het district See-Gaster.
Amden telt 1590 inwoners. In deze gemeente ligt ook de Seerenbachwaterval